# Cadafalc de Sardanes
Cadafalc de Sardanes és un element arquitectònic de Girona que forma part de l'Inventari del Patrimoni Arquitectònic de Catalunya.

## Descripció
Situat a la plaça del poble, entre l'església i el castell, fent de tanca a un sector del jardí del castell, es troba aquest element. Compost d'una altra paret amb un element ornamental centrat, amb dos esglaons de basa, el més proper al terra més alt, i amb 3 esglaons pel costat esquerre per accedir al primer esglaó. Arrebossat caigut per la paret i pedra pels esglaons. Sota el motiu centrat de la paret hi ha una placa que indica el nom de la plaça en espanyol: PLAZA DE LA CONSTITUCIÓN (l'antiga).